# Moskiewski Teatr Operetki
Moskiewski Państwowy Akademicki Teatr Operetki ros. Моско́вский госуда́рственный академи́ческий теа́тр опере́тты w skrócie "Московская оперетта" albo "Мосоперетта" — teatr muzyczny w Moskwie, pierwszy państwowy teatr operetkowy w ZSRR.
Budynek znajduje się pod adresem Bolszaja Dmitrowka 6. W repertuarze teatru - klasyczna i współczesna operetka, musicale. 